# یوی کانو
یوی کانو (انگلیسی: Yui Kano؛ زادهٔ ۲۲ دسامبر ۱۹۸۳) صداپیشه اهل ژاپن است.